# 瓦西尔·比拉克
瓦西尔·比拉克（捷克語：Vasiľ Biľak；1917年8月11日—2014年2月6日），捷克斯洛伐克共产党中央主席团委员，中央意识形态委员会主席，苏联出兵干涉布拉格之春的支持者。1989年5月1日，曾对《红色权利报》发表谈话，称要求对1968年事件平反的人是右派试图翻案，认为亚历山大·杜布切克等人的改革主张是与马列主义背道而驰。。

## 生平
1917年，出生于斯维德尼克的农民家庭。青年时，学过裁缝、在家务过农，当过剪裁学徒、工厂的辅助工。1944年，参加斯洛伐克民族起义。1945年，加入斯洛伐克共产党。
1945年，在斯洛伐克地区党组织工作。1949年，在斯洛伐克共产党布拉迪斯拉发州委工作。1951年，在布拉格捷共中央党校学习。1953年，任斯洛伐克共产党中央宣传鼓动部长。1954年，为捷共中央委员、任普雷绍夫州委书记和第一书记。
1955年，为斯共中央委员。1959年，任斯洛伐克教育和文化行政委员会委员。1960年，任斯洛伐克民族议会教育和文化行政委员会主席、斯洛伐克民族议会主席。1962年，任斯洛伐克共产党中央主席团委员、中央书记处书记。1963年，任国民议会主席团委员、捷共中央意识形态委员会委员。1968年，斯洛伐克共产党中央第一书记。4月，为捷共中央主席团委员，11月，为捷共中央书记处书记。
1969年，任联邦议会主席团委员。1970年，任捷共中央意识形态委员会主席。1975年，再次被选为联邦议会主席团委员。1988年，任捷共中央对外政策委员会主席。1989年，被迫辞去中央主席团和书记处的职务。1990年，被开除出党，移居斯洛伐克。1992年，被指控“叛国罪”，称他在1968年邀请华约国家军队进驻捷克斯洛伐克，并给苏联领导人勃列日涅夫写过一封请求出兵的信。2011年，证据不足指控中止。2014年，去世。

## 著作
- 《瓦西尔·比拉克讲话和论文选集》